# アンヘル・エスパダ
アンヘル・エスパダ（Angel Espada、1948年2月2日 - ）は、プエルトリコ出身の男性元プロボクサー。元WBA世界ウェルター級王者。

## 略歴
サリナス生まれ。1975年6月、ホセ・ナポレスが剥奪されたWBA世界ウェルター級王座をクライド・グレイと争い、15回判定勝ちで王座に就く。
ジョニー・ガントを相手に初防衛に成功したものの1976年7月18日、ホセ・クエバスに2回KO負けで2度目の防衛に失敗。
その後、王座奪還を賭けて1977年、1979年にクエバスに二度挑んだが、いずれもKO負け。

## 獲得タイトル
- WBAフェデラテンウェルター級王座
- WBA世界ウェルター級王座（防衛1）